# Molizit
Molizit (iz grškega μόλυσις [mólisis] – madež) je redek železov mineral s kemijsko formulo FeCl3. Odkrili so ga leta 1868 na Vezuvu v južni Italiji, sicer pa se ga najde ob aktivnih vulkanskih fumarolah. 

## Vira
- Molisyte. Mindat.org
- Molysite Mineral Data